# 鳥海晃司
鳥海 晃司（とりうみ こうじ、1995年5月9日 - ）は、千葉県木更津市出身のプロサッカー選手。Jリーグ・ジェフユナイテッド市原・千葉所属。ポジションはディフェンダー、ミッドフィールダー。

## 経歴
千葉県木更津市出身。ジュニアではFCウーノ木更津でプレーし、ジェフユナイテッド市原・千葉のスクールにも通っていた。ジュニアユースよりジェフ千葉の下部組織に加入。ユースでも引き続き千葉でプレーしたがトップへの昇格はならず、明治大学に進学した。大学では2年時より出番を掴み、3年および4年では全日本大学選抜にも選出された。
2017年5月9日、アカデミー時代を過ごしたジェフ千葉への加入内定が発表された。2018年2月25日、J2開幕節・東京V戦で増嶋竜也が一発退場となった影響で前半12分に交代出場しプロデビューを果たした。
2020年12月29日、セレッソ大阪に完全移籍で加入した。怪我で出遅れた。2021年6月30日のACL・ポートFC戦で移籍後初出場を果たし、7月17日のヴィッセル神戸戦でJ1初出場・初得点を記録した。
2022年、主力メンバーとして活躍、12月23日、新たに2025年までの複数年契約更新を掴んだ。
2025年、ジェフユナイテッド市原・千葉に完全移籍。5年ぶりに復帰した。

## 所属クラブ
- 2004年 - 2007年 FCウーノ木更津（木更津市立木更津第一小学校）
- 2008年 - 2010年 ジェフユナイテッド市原・千葉U-15（木更津市立木更津第一中学校）
- 2011年 - 2013年 ジェフユナイテッド市原・千葉U-18（千葉県立市原八幡高等学校）
- 2014年 - 2017年 明治大学
- 2018年 - 2020年  ジェフユナイテッド市原・千葉
- 2021年 - 2024年  セレッソ大阪
- 2025年 -  ジェフユナイテッド市原・千葉

## 個人成績
| 国内大会個人成績 | 国内大会個人成績 | 国内大会個人成績 | 国内大会個人成績 | 国内大会個人成績 | 国内大会個人成績 | 国内大会個人成績 | 国内大会個人成績 | 国内大会個人成績 | 国内大会個人成績 | 国内大会個人成績 | 国内大会個人成績 |
| 年度             | クラブ           | 背番号           | リーグ           | リーグ戦         | リーグ戦         | リーグ杯         | リーグ杯         | オープン杯       | オープン杯       | 期間通算         | 期間通算         |
| 年度             | クラブ           | 背番号           | リーグ           | 出場             | 得点             | 出場             | 得点             | 出場             | 得点             | 出場             | 得点             |
| 日本             | 日本             | 日本             | 日本             | リーグ戦         | リーグ戦         | リーグ杯         | リーグ杯         | 天皇杯           | 天皇杯           | 期間通算         | 期間通算         |
| ---------------- | ---------------- | ---------------- | ---------------- | ---------------- | ---------------- | ---------------- | ---------------- | ---------------- | ---------------- | ---------------- | ---------------- |
| 2018             | 千葉             | 16               | J2               | 24               | 0                | -                | -                | 1                | 0                | 25               | 0                |
| 2019             | 千葉             | 16               | J2               | 24               | 0                | -                | -                | 0                | 0                | 24               | 0                |
| 2020             | 千葉             | 16               | J2               | 31               | 1                | -                | -                | -                | -                | 31               | 1                |
| 2021             | C大阪            | 24               | J1               | 4                | 1                | 2                | 0                | 2                | 1                | 8                | 2                |
| 2022             | C大阪            | 24               | J1               | 19               | 0                | 9                | 1                | 4                | 0                | 32               | 1                |
| 2023             | C大阪            | 24               | J1               | 30               | 0                | 4                | 0                | 2                | 0                | 36               | 0                |
| 2024             | C大阪            | 24               | J1               | 30               | 0                | 3                | 0                | 1                | 0                | 34               | 0                |
| 2025             | 千葉             | 24               | J2               |                  |                  |                  |                  |                  |                  |                  |                  |
| 通算             | 日本             | 日本             | J1               | 83               | 1                | 18               | 1                | 9                | 1                | 110              | 3                |
| 通算             | 日本             | 日本             | J2               | 79               | 1                | -                | -                | 1                | 0                | 80               | 1                |
| 総通算           | 総通算           | 総通算           | 総通算           | 162              | 2                | 18               | 1                | 10               | 1                | 190              | 4                |

- Jリーグ初出場：2018年2月25日 J2第1節 東京ヴェルディ1969戦（味の素スタジアム）
- Jリーグ初得点：2020年9月19日 J2第20節 ファジアーノ岡山FC戦（フクダ電子アリーナ）

## タイトル

### クラブ
明治大学
- 関東大学サッカーリーグ戦1部(2016)
- 総理大臣杯全日本大学サッカートーナメント(2016)

## 代表・選抜歴
- 2016年 全日本大学選抜
- 2017年 全日本大学選抜